# Шмига Віра Федорівна
Ві́ра Фе́дорівна Шми́га (нар. 1956, смт Крижопіль, Вінницька область) — українська поетеса, членкиня Національної спілки письменників України (2005).

## Біографія
Народилася 24 березня 1956 року в смт Крижополі на Вінниччині. У Запоріжжі живе з 1963 року. Закінчила заочний відділ Запорізького педагогічного училища в Хортицькому районі (Бабурка (село), де здобула фах виховательки. 23 роки працювала в дитсадку. Здобула досвід навчання дошкільнят української мови. Три роки була санітаркою в хірургічному відділенні міської поліклініки, потім 15 років до виходу на пенсію працювала бібліотекаркою у Запорізькому національному технічному університеті.
Одружена. Має двох синів.

## Літературна діяльність
Поетеса. Вірші пише зі шкільних років.

Авторка книжок лірики:
- «На краю блакиті» (2003),
- «Час дикої черешні» (2004),
- «Спалахи льоту» (2006),
- «Малюнки на асфальті» (2008),
- «Впало небо на вузол сторіч» (2023).

Видала також збірки перекладів «Передчуття» (2013), «Між космосом і вокзалом». Друкувалася в газетах «Запорізька Січ», «Запорізька правда», «Наш город», «Інженер-машинобудівник», в журналі «Хортиця», альманасі «Зачарований Дніпро» та ін.

## Відзнаки
- Лауреатка Всеукраїнської мистецької премії імені Пантелеймона Куліша;
- Лауреатка пісенно-поетичного фестивалю «Мамині джерела» (2002, 2003).